# إلين ميتشيل
إلين ميتشيل (1974 - ) هي لاعبة كرة يد النرويج.

## وصلات خارجية
- إلين ميتشيل على موقع الاتحاد النرويجي لكرة اليد (النرويجية)